# Achill Head
Achill Head (iriska: Ceann Acla) är en udde i republiken Irland.   Den ligger i grevskapet Maigh Eo och provinsen Connacht, i den nordvästra delen av landet.
Terrängen inåt land är kuperad.